# Offentlige filmværksteder
|  | Denne artikel er oprettet af botten PalnaBot ud fra en ekstern database. Den kan derfor have sproglige fejl eller mangler. Denne skabelon kan fjernes efter kontrol af indholdet. |

Offentlige filmværksteder er en film instrueret af Per Ingolf Mannstaedt.

## Handling
'Reklamefilm' for den gamle Filmworkshop, som blev nedlagt i 1976. Filmen er mediehistorisk interessant.